# Scoleciet
Het mineraal scoleciet is een calcium-aluminium-tectosilicaat, een verbinding van drie tectosilicaationen met calcium en aluminium met de molecuulformule CaAl2Si3O10·3(H2O). Het is dus gehydrateerd en ook een tectosilicaat, een zeoliet. De naam komt van het Oudgriekse σκώληξ, skōlēx, dat worm betekent. Wanneer het in een vlam wordt gehouden, valt het kristalrooster in slierten uiteen. Het is doorzichtig tot doorschijnend, heeft geen duidelijke kleur of is wit of bruin, het heeft een glas- tot zijdeglans en een witte streepkleur. Het heeft een monoklien kristalstelsel en de splijting is perfect volgens het kristalvlak [110]. De massadichtheid is 2,28 kg/l, de hardheid is 5 tot 5,5 en het mineraal is niet radioactief. Het mineraal wordt bij verwering gevormd bij lage temperatuur van basalt en overeenkomstige gesteenten. De typelocatie is Kaiserstuhl, langs de Rijn in Duitsland, maar het wordt ook in het district Nashik gevonden in de Indiase deelstaat Maharashtra.